# Боље позовите Сола
Боље позовите Сола (енгл. Better Call Saul) америчка је телевизијска серија коју су створили Винс Гилиган и Питер Гулд за AMC. Преднаставак је серије Чиста хемија (2008—2013). Радња је смештена у Албукеркију и прати развој правника Џимија Макгила у адвоката повезаног са криминалним картелом Сола Гудмана (Боб Оденкирк). Серија такође прати и пензионисаног полицајца из Филаделфије, Мајка Ермантраута (Џонатан Бенкс), који постаје кључан за потребе Гаса Фринга (Ђанкарло Еспозито) да се одвоји од картела и преузме њихове активности у Северној Америци.
Серија је добила позитивне критике од стране критичара, који су нарочито похвалили глуму, ликове, сценарио, режију и кинематографију; многи критичари су је назвали вредним наследником Чисте хемије и једним од најбољих преднаставака икада, а поједини је чак сматрају супериорнијом у односу на свог претходника. Номинована је за многе награде, укључујући награду Пибоди, награду Еми за ударне термине, награду Удружења сценариста Америке, телевизијску награду по избору критичара, награду Удружења филмских глумаца и награду Златни глобус. Премијерно емитовање серије је држало рекорд за најгледанију премијеру неке серије у историји кабловске телевизије.

## Радња
Боље позовите Сола је смештена шест година пре него што је Сол Гудман (Боб Оденкирк) постао адвокат Волтера Вајта. У моменту када се упознајемо са њим, ради као адвокат по имену Џими Макгил и бави се ситним преварама како би преживео. Како радња серије одмиче, видећемо како Џими постаје Сол Гудман, адвокат криминалаца.

## Улоге
| Глумац            | Улога                                  |
| ----------------- | -------------------------------------- |
| Боб Оденкирк      | Џими Макгил / Сол Гудман / Џин Такавик |
| Џонатан Бенкс     | Мајк Ермантраут                        |
| Рија Сихорн       | Ким Векслер                            |
| Патрик Фабијан    | Хауард Хамлин                          |
| Мајкл Мандо       | Начо Варга                             |
| Мајкл Макин       | Чак Макгил                             |
| Ђанкарло Еспозито | Густаво „Гас” Фринг                    |
| Тони Далтон       | Лало Саламанка                         |

## Епизоде
| Сезона | Сезона | Епизоде | Епизоде       | Оригинално емитовање | Оригинално емитовање |
| Сезона | Сезона | Епизоде | Епизоде       | Премијера            | Финале               |
| ------ | ------ | ------- | ------------- | -------------------- | -------------------- |
|        | 1.     | 10      | 10            | 8. фебруар 2015.     | 6. април 2015.       |
|        | 2.     | 10      | 10            | 15. фебруар 2016.    | 18. април 2016.      |
|        | 3.     | 10      | 10            | 10. април 2017.      | 19. јун 2017.        |
|        | 4.     | 10      | 10            | 6. август 2018.      | 8. октобар 2018.     |
|        | 5.     | 10      | 10            | 23. фебруар 2020.    | 20. април 2020.      |
|        | 6.     | 13      | 7             | 18. април 2022.      | 23. мај 2022.        |
| 6      | 6.     | 13      | 11. јул 2022. | 15. август 2022.     |                      |